# 凉山乡 (元谋县)
凉山乡，是中华人民共和国云南省楚雄彝族自治州元谋县下辖的一个乡镇级行政单位。

## 行政区划
凉山乡下辖以下地区：
把世者村、那迪村、大水井村和冷水箐村。